# Jungfernbrücke (Thale)
Die Jungfernbrücke im Harz ist eine im Bodetal über die Bode führende Fußgängerbrücke beim Thaler Anwesen Königsruhe im sachsen-anhaltischen Landkreis Harz.

## Geographische Lage
Die Jungfernbrücke steht im Naturpark Harz/Sachsen-Anhalt etwa 3 km südwestlich der Kernstadt von Thale. Sie befindet sich im tief eingeschnittenen Bodetal im Hirschgrund wenige Meter östlich der im Thaler Anwesen Königsruhe (ca. 200 m ü. NHN) stehenden Gaststätte Königsruhe. Unterhalb der Roßtrappe (403 m) überspannt sie den Saale-Zufluss Bode, der etwa 160 m östlich der Brücke auf 198,9 m Höhe liegt.

## Geschichte

### Überblick
1904 war die Jungfernbrücke noch eine Holzkonstruktion. Sie wurde um etwa 1819 errichtet, als eine Verkaufshütte für Erfrischungen am späteren Gasthaus Königsruhe entstand. Am 30. Dezember 1925 stieg bei einem Hochwasser im Bodetal nach einsetzendem Föhn und starker Schneeschmelze der Wasserstand der Bode auf ein Maß von 4,5 m über dem Normalpegel. Im Flusstal kam es zu schweren Überschwemmungen und Schäden. Dabei wurde die Holzbrücke weggerissen. 1927 wurde die heutige Brücke aus Natursteinen auf Steinwiderlagern errichtet. Die Brücke überwindet mit einer Treppe von 18 Stufen den Höhenunterschied zum anderen Ufer.

### Sage
Einer Sage nach dürften die Jungfernbrücke nur Jungfrauen überqueren, damit sie nicht einstürzt. Der Gastwirt der benachbarten Gaststätte Königsruhe ließ ein Glöckchen läuten, sobald eine Jungfrau die Brücke betrat.

## Wandern
Wenige Meter nördlich vorbei an der im Bodetal stehenden Brücke und durch das westlich von dieser liegende Anwesen Königsruhe führen im Rahmen eines gemeinsamen Wegabschnitts der Europäische Fernwanderweg E1 und der Harzer Hexenstieg (Osterode am Harz–Harz–Thale). Von diesen Wanderwegen abzweigend verläuft ein Pfad nach dem Brückenüberqueren steil in zahlreichen Serpentinen durch den Hirschgrund hinauf zur La Viershöhe (478,9 m).

## Galerie

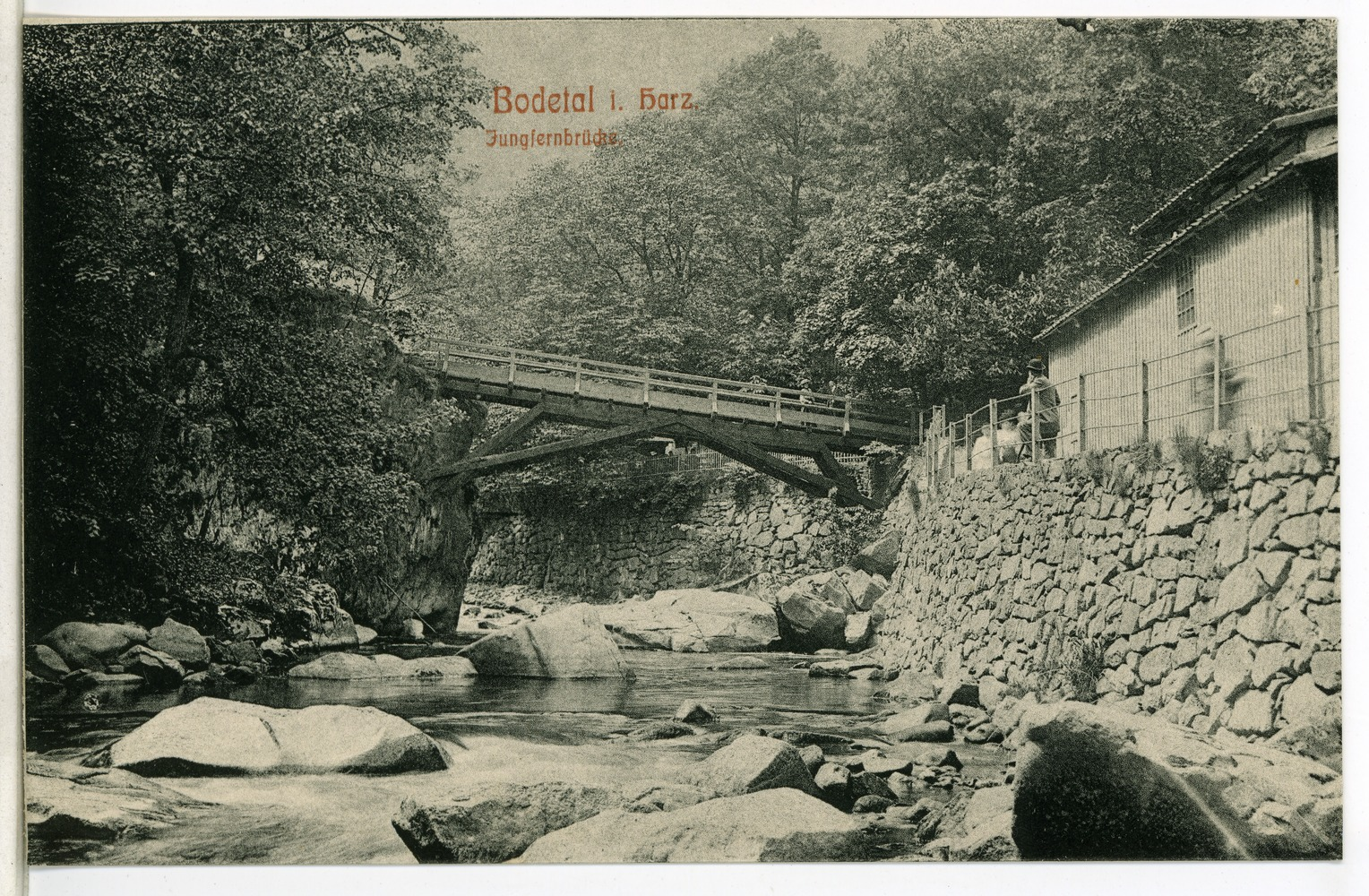
Die zuvor bestehende Holzbrücke im Jahre 1907
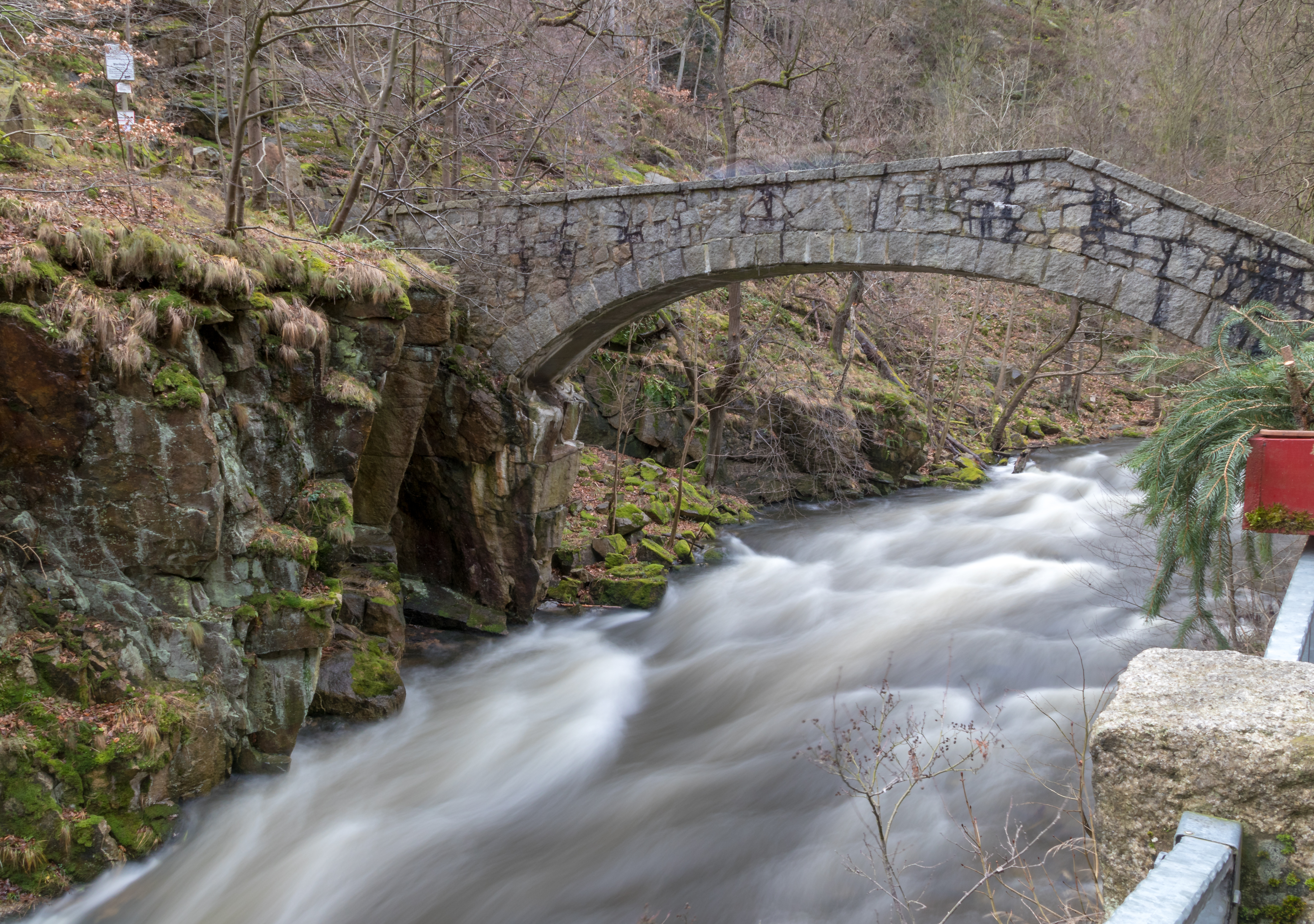
Jungfernbrücke, Detailansicht
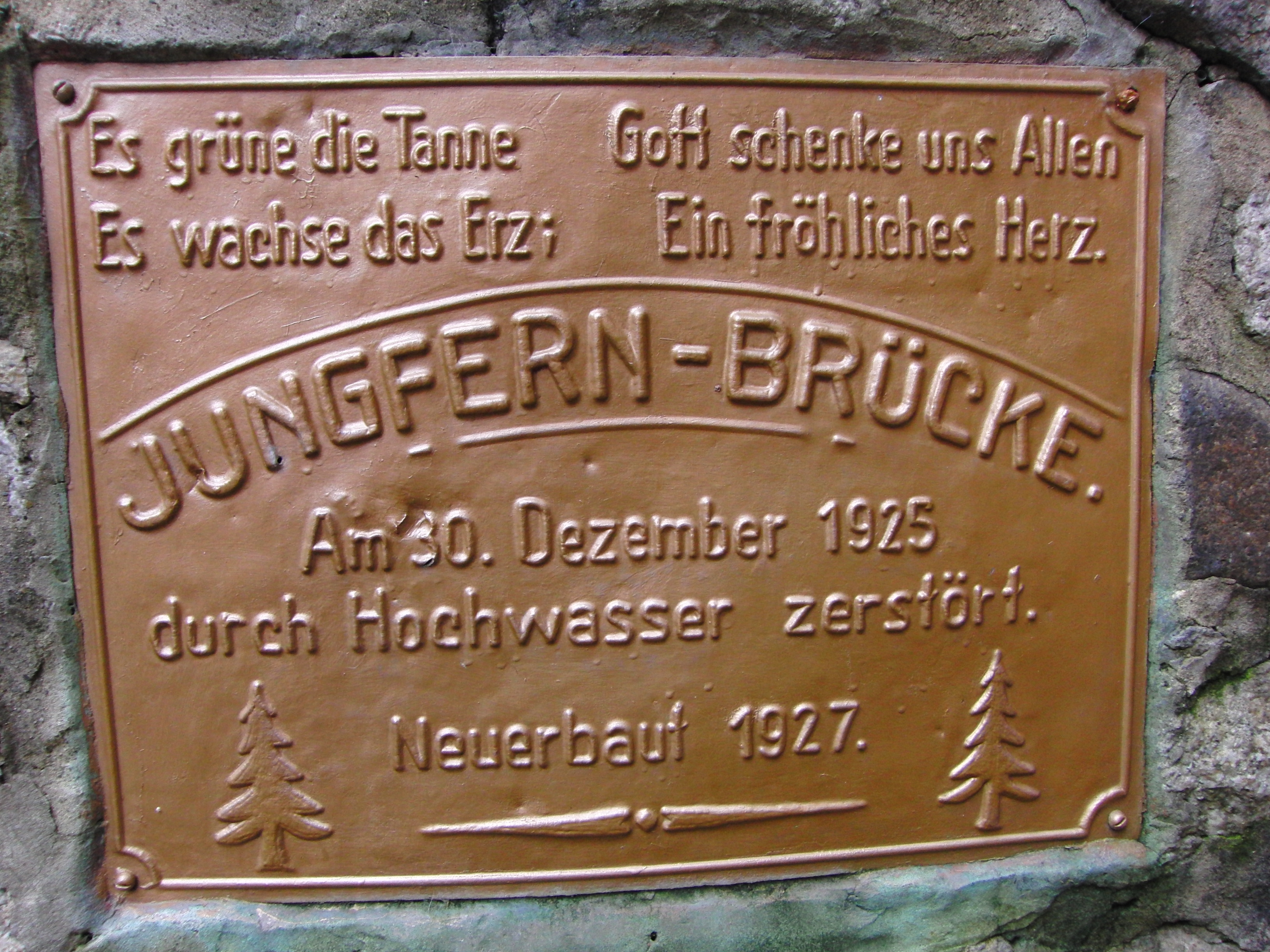
Informationstafel Jungfern-Brücke
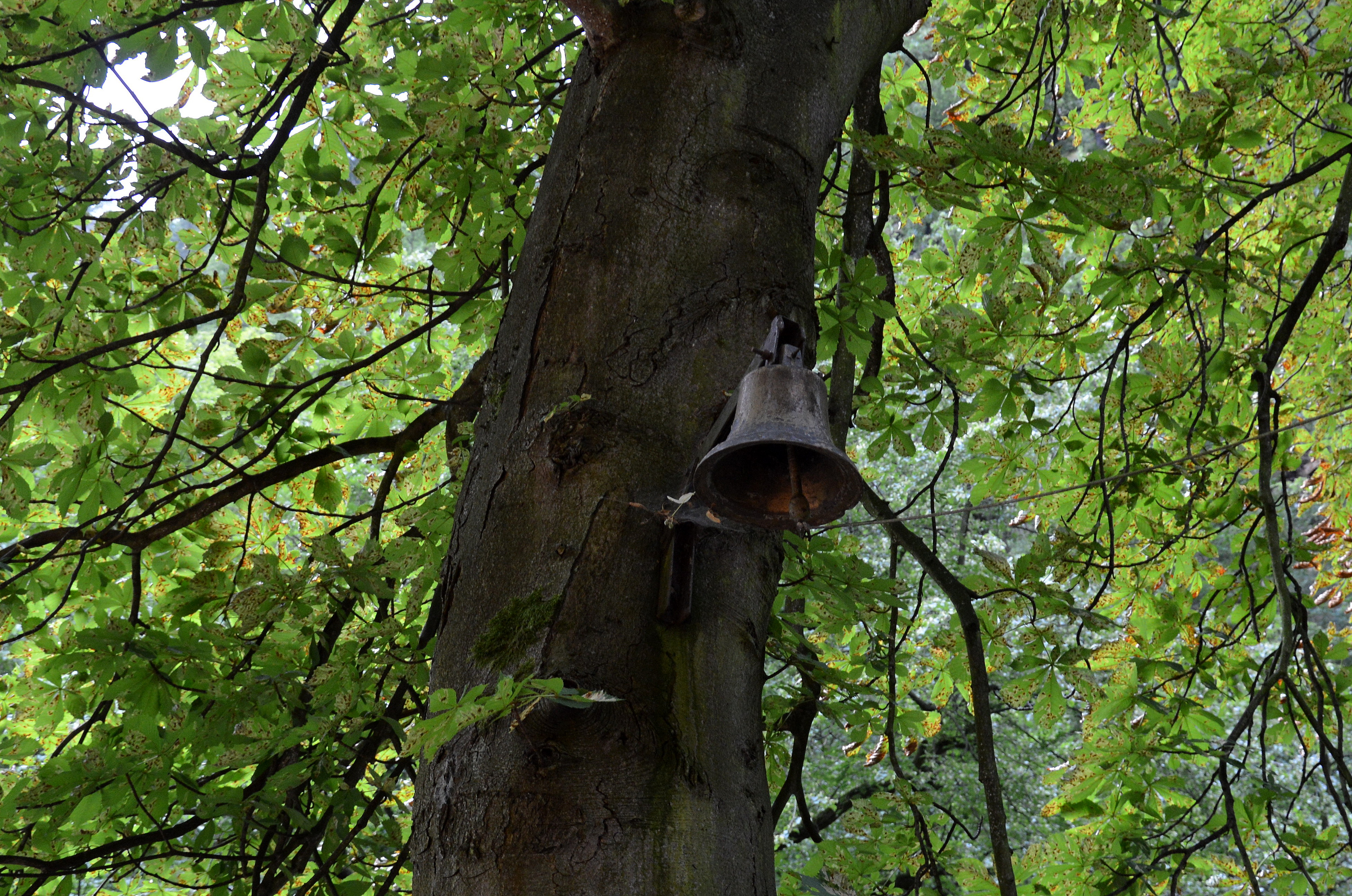
Glocke an der Jungfernbrücke